# Volare Airlines

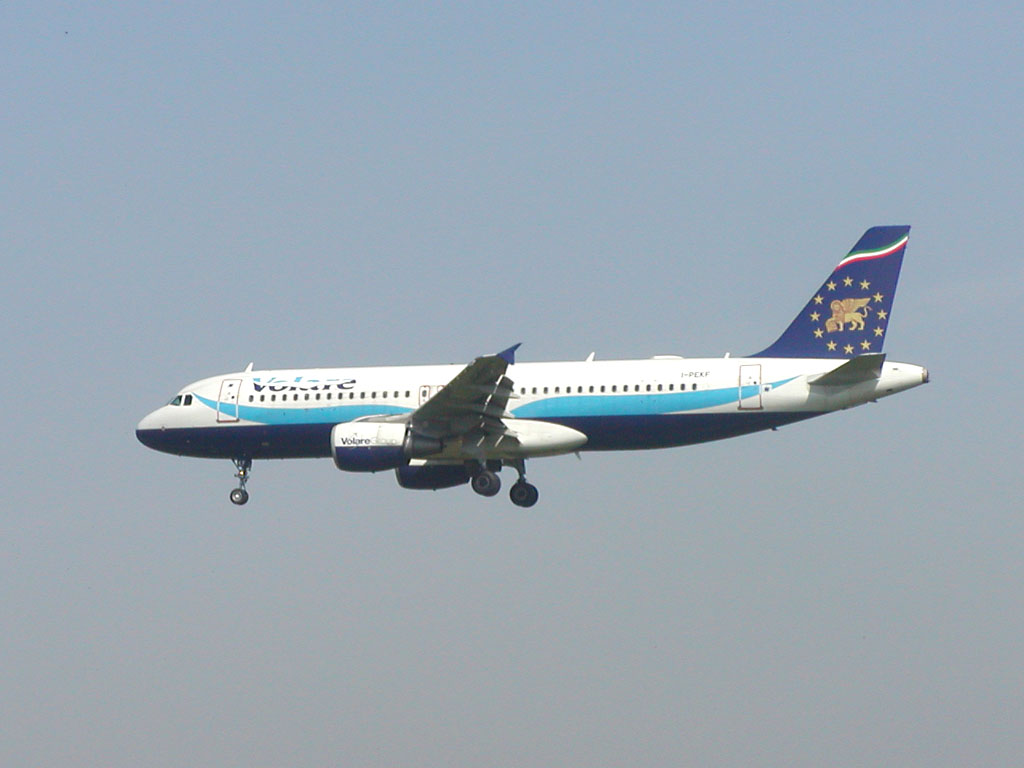
Un Airbus A320-200 di Volare Airlines.

Volare Airlines è stata un'aerolinea fondata nel 1997. Acquisita nel 2006 da Alitalia, nel 2015 è stata fusa in Alitalia - Società Aerea Italiana.

I collegamenti interni nel 2001

La rete dei collegamenti europei nel 2003

Le società Volare S.p.A. in Amministrazione Straordinaria, così come quelle del Gruppo Volare, hanno continuato ad esistere per i debiti accumulati, mai acquisiti da Alitalia nelle sue trasformazioni.

## Storia

### Fondazione e prime attività
Gino Zoccai e l'ex pilota delle Frecce Tricolori Vincenzo Soddu fondarono Volare Airlines SpA nel 1997 stabilendone la base operativa nell'aeroporto di Verona. I primi voli - solo charter - iniziarono nell'aprile 1998, con partenze dagli aeroporti di Bergamo e di Milano-Malpensa. Particolarmente frequenti erano le destinazioni del turismo religioso (Lourdes, Fatima, Gerusalemme). L'aereo utilizzato era il birettore a medio raggio Airbus A.320.
I voli di linea, inizialmente da Bergamo verso Roma e Cagliari, debuttarono nel maggio 1999. Nello stesso anno nell'azionariato entrò, con una quota del 34%, l'aerolinea elvetica Swissair.  Nel 2000 i due fondatori acquistarono da Lupo Rattazzi (figlio di Susanna Agnelli) la società Air Europe, leader nel mercato dei voli charter. Nacque così, nel mese di luglio, la finanziaria Gruppo Volare che controllava due distinte compagnie aeree. Per mantenere il controllo del Gruppo i proprietari italiani effettuarono un ingente aumento di capitale con la partecipazione anche di alcuni soci importanti come Sanpaolo IMI, Banca Popolare di Vicenza, Banca Popolare di Marostica.

### La crisi del 2001
La crisi del trasporto aereo innescata dagli attentati dell'11 settembre 2001 causò il fallimento di Swissair. La quota azionaria venne così ricomprata da Zoccai per circa 50 milioni di euro. I debiti però salivano e l'investitore accettò di rinunciare alla maggioranza della quota azionaria. Giorgio Fossa, ex presidente di Confindustria e di SEA (società di gestione degli aeroporti milanesi), fu nominato presidente. Nel Gruppo Volare entrò anche l'imprenditore argentino Edoardo Eurnekian. Fossa affidò alla società di revisione KPMG una verifica dei conti della società e, appuratene le condizioni precarie, ne lasciò la guida che venne conferita a Mauro Gambaro, in quel momento amministratore delegato dell'Inter.
Nel 2003 prese corpo l'idea di trasformare Volare nella prima aviolinea italiana a basso costo, ribattezzandola "Volareweb" a partire dall'inizio dell'orario estivo. Nello stesso periodo si verificò una crisi di liquidità, con la ristrutturazione del debito affidata ad una società di Banca Intesa. La gravità della situazione portò al blocco delle operazioni di entrambe le aziende del Gruppo il 19 novembre 2004.

### L'amministrazione straordinaria del 2004
Il 30 novembre 2004 il Gruppo Volare S.p.A, Volare Airlines S.p.A. ed Air Europe S.p.A. furono ammesse alla procedura di amministrazione straordinaria delle grandi imprese in stato di insolvenza (legge n. 39/2004), con commissario straordinario Carlo Rinaldini. Il 28 maggio 2005 Rinaldini depositò presso la Cancelleria Fallimentare del Tribunale di Busto Arsizio la relazione del commissario, con la descrizione particolareggiata delle cause di insolvenza accompagnata dallo stato analitico ed estimativo delle attività e dall'elenco nominativo dei creditori con l'indicazione dei rispettivi crediti e delle cause di prelazione. 
Le attività, con due Airbus A.320 nei colori "Volareweb" ed un Boeing 767-300ER di Air Europe, ripresero a metà 2005, ma su un ridotto numero di destinazioni. Era infatti in atto una ristrutturazione ad opera del commissario straordinario, in attesa di mettere all'asta le società. Nell'aprile 2006 Alitalia - Linee Aeree Italiane acquisì, tra numerose polemiche e diversi ricorsi tra i quali anche quello di Air One, il Gruppo Volare e lo ribattezzò semplicemente Volare S.p.A. unificando nel mese di aprile "Volareweb" ed Air Europe sotto un unico Certificato di Operatore Aereo.
Nella primavera 2007 la società tentò un rilancio inserendo in flotta due nuovi Airbus A.320, rafforzando la rete di voli a basso costo con nuove destinazioni da e per Milano-Malpensa, eliminando Milano-Linate ed entrando in competizione, su alcune rotte, con altre aviolinee low cost. L'operativo regolare fu ridimensionato nel novembre 2008 mentre l'ultimo volo charter fu effettuato in dicembre.

### L'acquisizione di CAI e la fusione con Alitalia
Poco dopo Volare S.p.A. entrò in amministrazione straordinaria insieme ad Alitalia-Linee Aeree Italiane e, dal 9 gennaio 2009, fu sospesa la vendita dei voli con il marchio "Volareweb" ancora disponibili, comunicando che, dopo il 28 marzo, sarebbero stati tutti effettuati da Alitalia-CAI o Air One. 
Il 13 gennaio la nuova Alitalia-CAI acquistò, tramite CAI-Second S.p.A., gli attivi e il Certificato di Operatore Aereo di Volare. Questa cessò contestualmente di operare con proprio personale e codici. L'ultimo volo Volareweb" fu operato il 12 gennaio 2009 sulla rotta Brindisi -Milano Malpensa. 
La licenza del vettore fu revocata e CAI-Second chiusa l'11 febbraio 2015, contestualmente alla fusione con Alitalia - Società Aerea Italiana.

## Attività
Nel periodo di maggiore sviluppo la società ebbe in dotazione una quindicina di aeromobili Airbus A.320 (in parte provenienti dalla flotta Air Europe) utilizzati verso destinazioni nazionali, europee e del Nordafrica; sei Airbus A.330-200 sul lungo raggio per varie destinazioni turistiche nell'Oceano Indiano, in Africa e nei Caraibi. Dopo l'acquisto (2000), Air Europe mantenne invece un unico Boeing 767 nei propri colori, noleggiando talvolta altri aeromobili da compagnie terze nei periodi di picco dell'attività charteristica estiva e in occasione degli intervalli di manutenzione.
CAI-Second gestiva un unico Airbus A.320 sulla rete di Alitalia, al solo fine di preservare gli slot sull'aeroporto di Milano-Linate a suo tempo riservati a Volare.

## Flotta

### Flotta Volare Airlines
| Tipo di aereo   | Immagine | In flotta |
| --------------- | -------- | --------- |
| Airbus A320-200 |          | 21        |
| Airbus A321-200 |          | 2         |
| Airbus A330-200 |          | 6         |
| Boeing 757-200  |          | 2         |

### Flotta "Volareweb.com"
| Tipo di aereo           | Immagine | In flotta |
| ----------------------- | -------- | --------- |
| Airbus A320-200         |          | 18        |
| Airbus A321-200         |          | 1         |
| McDonnell Douglas MD-83 |          | 1         |